# Jaro Slávik
Jaroslav "Jaro" Slávik (Bratislava, 9 luglio 1974) è un produttore discografico e sceneggiatore slovacco.

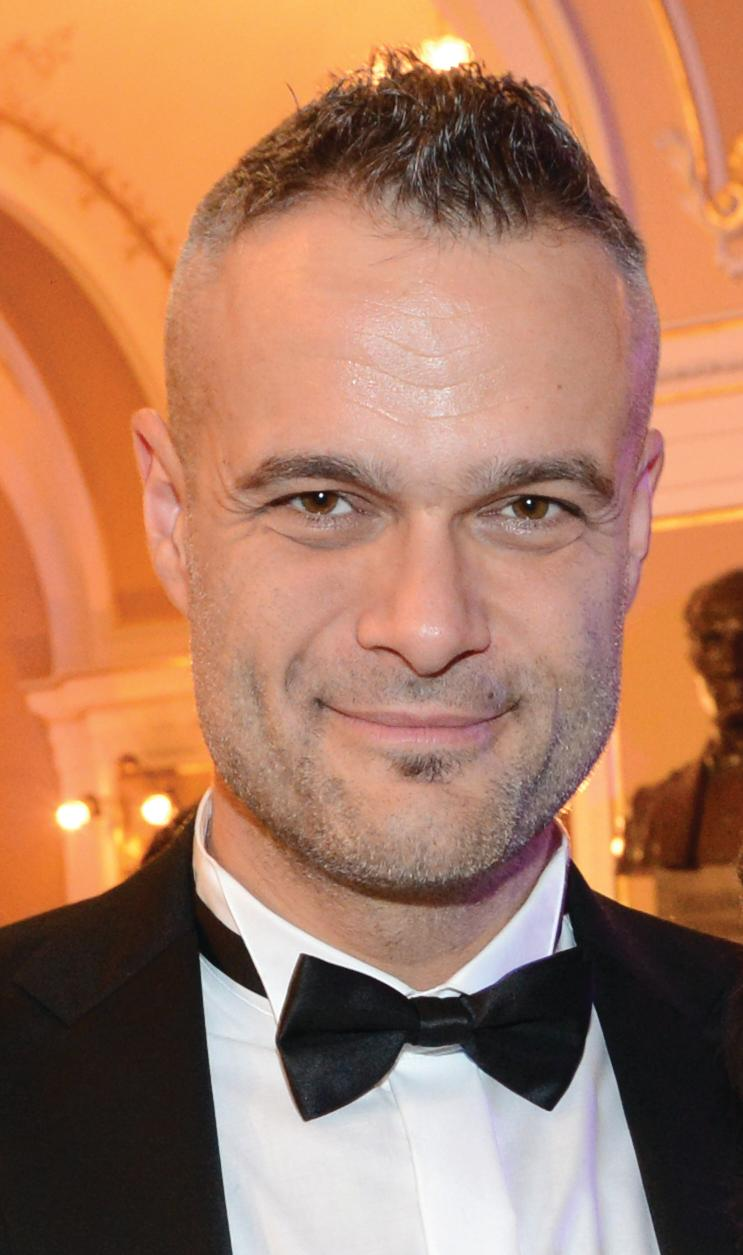
Jaro Slávik nel 2013

Negli ultimi anni è stato conosciuto come giudice nello spettacolo Česko Slovensko má talent trasmesso dalla famiglia Prima e da TV JOJ. È giudice dall'inizio del concorso nel 2010 su raccomandazione del regista Jeffo Minařík. È l'unico giudice che ha preso parte al concorso sin dall'inizio.
Nel 1996 è diventato il più giovane direttore esecutivo della casa discografica EMI in Slovacchia.
Nel giugno 2012, il fatto di aver realizzato due film pornografico con un tema gay ha suscitato scalpore nei media all'età di 18 anni.